# Voyelle moyenne postérieure arrondie
La voyelle moyenne postérieure arrondie est une voyelle utilisée dans certaines langues. Ce son se trouve à mi-chemin entre la voyelle mi-fermée postérieure arrondie [o] et la voyelle mi-ouverte postérieure arrondie [ɔ]. En alphabet phonétique international, on représente généralement cette voyelle avec le symbole diacrité [o̞] ou [ɔ̝].
Bernard Bloch (en) et George L. Trager (en) proposent le symbole oméga fermé ‹ ɷ › en 1940 et le symbole petite capitale e tréma ‹ ᴇ̈ › en 1942 pour représenter la voyelle moyenne postérieure non arrondie et le symbole petite capitale oméga ‹ ꭥ › pour représenter la voyelle moyenne postérieur arrondie,.
Terence H. Wilbur utilise l’oméga ‹ ꞷ › pour représenter la voyelle moyenne postérieure arrondie dans une description du basque publiée en 1979.
En sinologie, Hongkai Sun et Di Jiang recommande en 2004 l’utilisation du o cédille ‹ o̧ › pour transcrire la voyelle moyenne postérieure arrondie.

## Langues
- Espagnol[5] : todo [ˈt̪o̞ð̞o̞] « tout » (toutefois communément noté o)
- Japonais[5] : 面白い [o̞mo̞ɕiɺo̞↓i] « amusant, intéressant »
- Occitan (moderne), transcrit une réalisation du -a atone final étymologique[6] (chez quelques auteurs[7]) : casèla, calòta > [kaˈzɛlo̞] (« cabane, cahute, caselle »), [kaˈlɔto̞] Écouter.

## Sources
- (en) Bernard Bloch et George L. Trager, Tables for a system of phonetic description, New Haven, 1940 (lire en ligne)
- (en) Bernard Bloch et George L. Trager, Outline of linguistic analysis, Baltimore, Linguistic Society of America, coll. « Special publications of the Linguistic Society of America », 1942 (lire en ligne)
- (zh) Sun Hongkai (孙宏开) et Jiang Di (江荻), « 描写中国语言使用的国际音标及附加符号 [= Alphabet phonétique international et symboles additionnels pour la description du chinois] », Minzu Yuwen (民族语文), vol. 1,‎ 2004, p. 47-52 (lire en ligne)
- (en) Luanne von Schneidemesser, Lewis Lawyer, Ken Whistler et Deborah Anderson, Proposal for Two Phonetic Characters (no L2/12-266), 12 juillet 2012 (lire en ligne)
- (en) Terence H. Wilbur, Prolegomena to a grammar of Basque, Amsterdam, Benjamins, 1979 (lire en ligne)